# Sociedad Civil y Democracia
Sociedad Civil y Democracia (SCD) és un partit polític espanyol de centredreta fundat per Mario Conde i registrat legalment en el Ministeri d'Interior el 20 de juny de 2011. El 23 de maig de 2013, després d'aconseguir no arribar als 16.000 vots a les eleccions al Parlament de Galícia de 2012 el seu fundador Mario Conde va abandonar el partit i va quedar presidit per María Jamardo Carballo, en 2014 molts dels seus militants es van passar al recentment fundat partit polític Vox. i el partit queda inactiu després de l'assemblea de desembre de 2014.